# Powiat Rendsburg-Eckernförde
Powiat Rendsburg-Eckernförde (niem. Kreis Rendsburg-Eckernförde, duń. Rendsborg-Egernførde amt) – powiat w niemieckim kraju związkowym Szlezwik-Holsztyn. Siedzibą powiatu jest miasto Rendsburg.

## Podział administracyjny
W skład powiatu Rendsburg-Eckernförde wchodzą:
- trzy gminy miejskie
- trzy gminy (niem. amtsfreie Gemeinde)
- 13 urzędów (niem. Amt)

Gminy miejskie:
| Lp. | Nazwa gminy | Ludność (31 grudnia 2008) | Powierzchnia km² |
| --- | ----------- | ------------------------- | ---------------- |
| 1   | Büdelsdorf  | 10.207                    | 6,50             |
| 2   | Eckernförde | 22.798                    | 18,39            |
| 3   | Rendsburg   | 28.350                    | 23,72            |

Gminy:
| Lp. | Nazwa gminy | Ludność (31 grudnia 2008) | Powierzchnia km² |
| --- | ----------- | ------------------------- | ---------------- |
| 1   | Altenholz   | 9.889                     | 19,03            |
| 2   | Kronshagen  | 11.981                    | 5,35             |
| 3   | Wasbek      | 2.232                     | 23,49            |

Urzędy:
| Lp. | Nazwa urzędu    | Ludność (31 grudnia 2008) | Powierzchnia km² | Liczba gmin |
| --- | --------------- | ------------------------- | ---------------- | ----------- |
| 1   | Achterwehr      | 11.017                    | 125,62           | 8           |
| 2   | Bordesholm      | 14.263                    | 99,63            | 14          |
| 3   | Dänischenhagen  | 8.887                     | 71,85            | 4           |
| 4   | Dänischer Wohld | 16.066                    | 124,98           | 8           |
| 5   | Eiderkanal      | 12.402                    | 87,66            | 7           |
| 6   | Eidertal        | 16.476                    | 77,89            | 10          |
| 7   | Fockbek         | 10.942                    | 67,40            | 4           |
| 8   | Hohner Harde    | 9.010                     | 167,86           | 12          |
| 9   | Hüttener Berge  | 14.327                    | 208,68           | 16          |
| 10  | Jevenstedt      | 11.634                    | 134,72           | 10          |
| 11  | Mittelholstein  | 23.713                    | 405,05           | 30          |
| 12  | Nortorfer Land  | 18.204                    | 245,13           | 17          |
| 13  | Schlei-Ostsee   | 18.779                    | 305,28           | 19          |

## Współpraca
Miejscowość partnerska powiatu:
- Steglitz-Zehlendorf, Berlin

## Zmiany administracyjne
- 1 czerwca 2023
  - połączenie urzędu Flintbek z urzędem Molfsee w urząd Eidertal